# Lugau (Doberlug-Kirchhain)

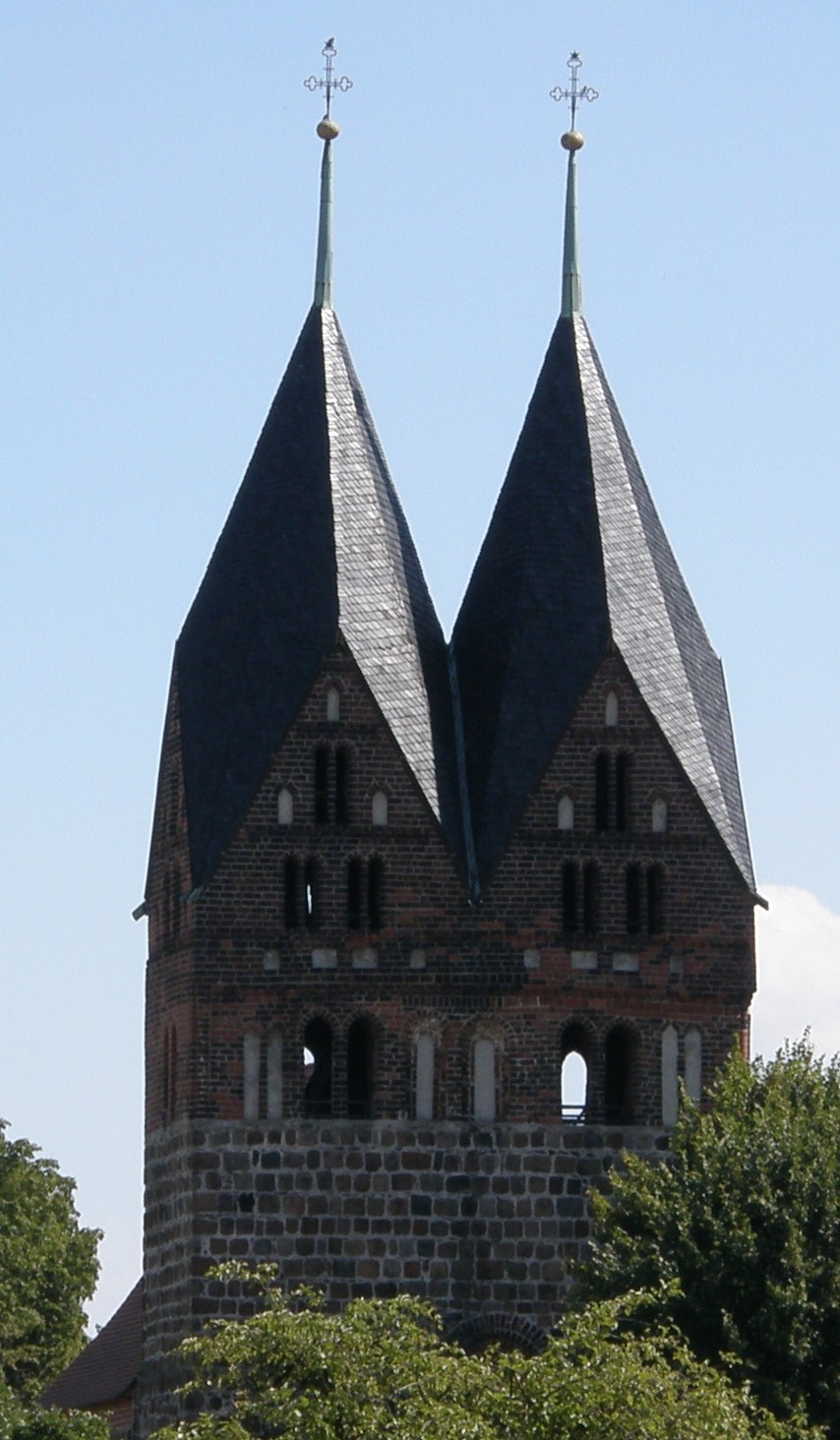
Kirche von Lugau

Lugau (niedersorbisch Ług) befindet sich nahe der Stadt Doberlug-Kirchhain im Süden von Brandenburg im Landkreis Elbe-Elster. Das Dorf ist ein amtsangehöriger Ortsteil der Stadt Doberlug-Kirchhain.
Durch die vom Jugendclub „Extrem“ organisierten Konzerte und die Rallye Monte Lugau hat es größere Bekanntheit erlangt.
Der Ort liegt an der L601, die von Doberlug-Kirchhain kommend nach Finsterwalde führt.

## Geschichte
Der Ort ist am 3. Mai 1228 erstmals als Luge, slawisch für Siedlung an/in der sumpfigen Grasaue / Wiesenbruch erwähnt.
Der in einer rechteckigen Form angelegte Ort besitzt eine aus dem 13. Jahrhundert stammende Kirche.

### Eingemeindung
Lugau wurde am 26. Oktober 2003 nach Doberlug-Kirchhain eingemeindet.

## Bevölkerungsentwicklung
| Einwohnerentwicklung von Lugau ab 1875 bis 2011 | Einwohnerentwicklung von Lugau ab 1875 bis 2011 | Einwohnerentwicklung von Lugau ab 1875 bis 2011 | Einwohnerentwicklung von Lugau ab 1875 bis 2011 | Einwohnerentwicklung von Lugau ab 1875 bis 2011 | Einwohnerentwicklung von Lugau ab 1875 bis 2011 | Einwohnerentwicklung von Lugau ab 1875 bis 2011 | Einwohnerentwicklung von Lugau ab 1875 bis 2011 | Einwohnerentwicklung von Lugau ab 1875 bis 2011 | Einwohnerentwicklung von Lugau ab 1875 bis 2011 | Einwohnerentwicklung von Lugau ab 1875 bis 2011 | Einwohnerentwicklung von Lugau ab 1875 bis 2011 | Einwohnerentwicklung von Lugau ab 1875 bis 2011 | Einwohnerentwicklung von Lugau ab 1875 bis 2011 |
| Jahr                                            | Einwohner                                       |                                                 | Jahr                                            | Einwohner                                       |                                                 | Jahr                                            | Einwohner                                       |                                                 | Jahr                                            | Einwohner                                       |                                                 | Jahr                                            | Einwohner                                       |
| ----------------------------------------------- | ----------------------------------------------- | ----------------------------------------------- | ----------------------------------------------- | ----------------------------------------------- | ----------------------------------------------- | ----------------------------------------------- | ----------------------------------------------- | ----------------------------------------------- | ----------------------------------------------- | ----------------------------------------------- | ----------------------------------------------- | ----------------------------------------------- | ----------------------------------------------- |
| 1875                                            | 591                                             |                                                 | 1946                                            | 972                                             |                                                 | 1989                                            | 521                                             |                                                 | 1995                                            | 463                                             |                                                 | 2007                                            | 523                                             |
| 1890                                            | 635                                             |                                                 | 1950                                            | 932                                             |                                                 | 1990                                            | 520                                             |                                                 | 1996                                            | 453                                             |                                                 | 2011                                            | 499                                             |
| 1910                                            | 693                                             |                                                 | 1964                                            | 834                                             |                                                 | 1991                                            | 492                                             |                                                 | 1997                                            | 457                                             |                                                 | 2024                                            | 540                                             |
| 1925                                            | 677                                             |                                                 | 1971                                            | 697                                             |                                                 | 1992                                            | 470                                             |                                                 | 1998                                            | 477                                             |                                                 |                                                 |                                                 |
| 1933                                            | 637                                             |                                                 | 1981                                            | 597                                             |                                                 | 1993                                            | 453                                             |                                                 | 1999                                            | 476                                             |                                                 |                                                 |                                                 |
| 1939                                            | 746                                             |                                                 | 1985                                            | 558                                             |                                                 | 1994                                            | 457                                             |                                                 | 2000                                            | 514                                             |                                                 |                                                 |                                                 |

## Regelmäßige Veranstaltungen

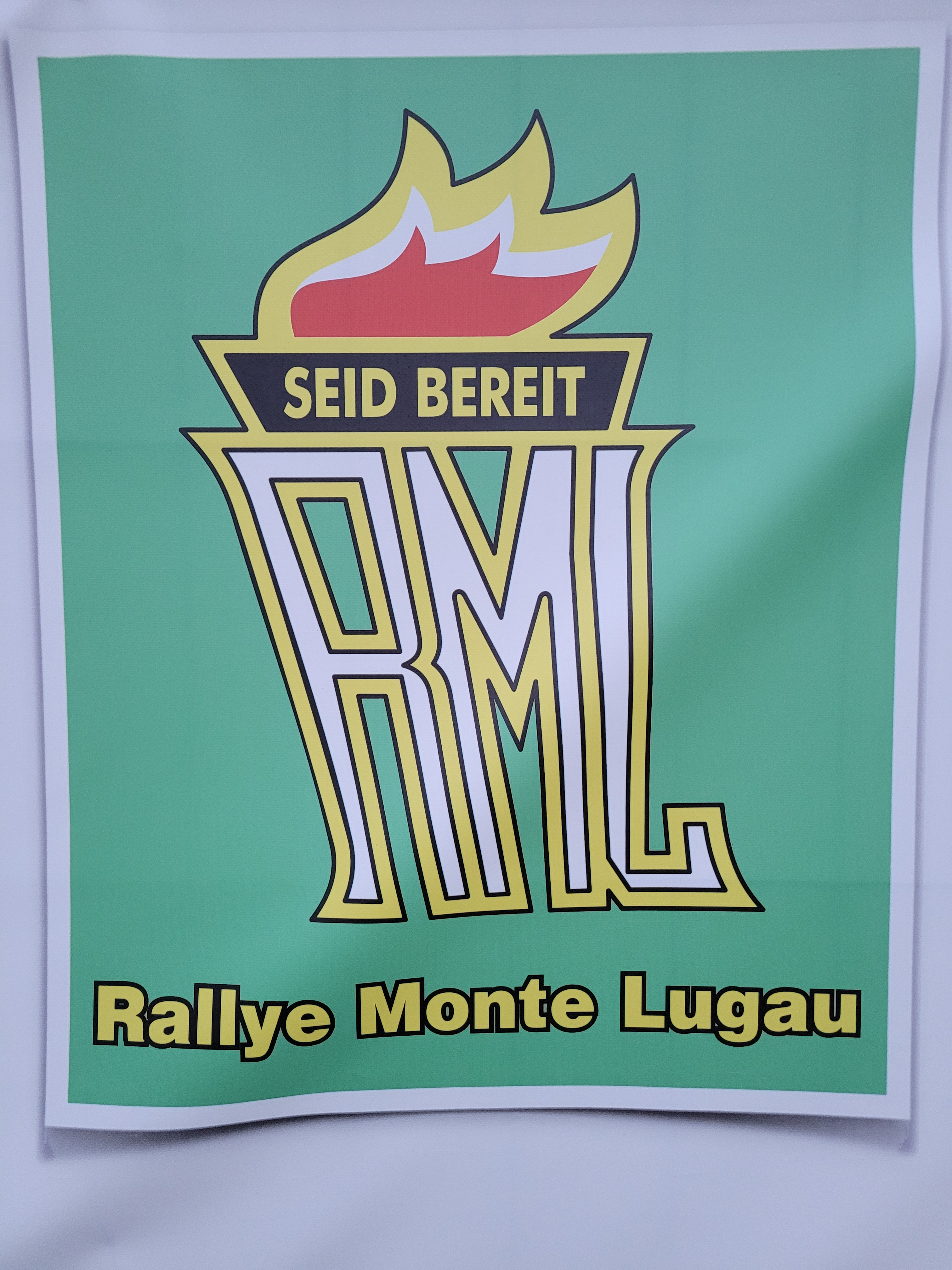
Logo der Rallye Monte Lugau

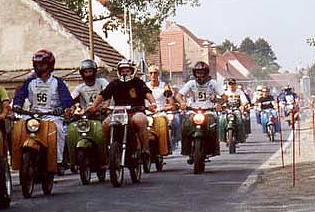
Rallye Monte Lugau (2001)

Das bedeutendste Ereignis seit Mitte der 1990er Jahre war die jährlich im August stattfindende Rallye Monte Lugau, ein Wettbewerb für Kleinkrafträder der Marke Simson, dem sich ein Open-Air-Konzert von Independent-Bands anschloss.
Außerdem ist das Landei Lugau als Location für entsprechende Konzerte bekannt. Einflussreiche Bands der DDR-Underground-Musikszene der sogenannten anderen Bands wie Feeling B, Sandow oder Die Art spielten vor bis zu mehreren Hunderten Musikfans.
Am Karsamstag findet der in der Region typische Brauch des Osterfeuers statt.

## Söhne und Töchter von Lugau
- Karl Noack (* 1839 in Lugau; † 1907), Pädagoge und Theologe in Lugau und Frankfurt/Oder[9]
- Alexander Kühne (* 1964 in Lugau), Journalist und Autor[10]